# Félix Rotaeta
Félix Rotaeta (Madrid, 1 de abril de 1942-Barcelona, 23 de noviembre de 1994) fue un actor, director y escritor español.

## Biografía
Tras estudiar periodismo y arte dramático comienza a dedicarse a la interpretación a través del grupo de teatro independiente Los Goliardos, en el que permanece desde 1965 hasta su disolución en 1972.
Un año después debuta en el cine alcanzando cierta notoriedad en el medio durante los años setenta y principios de los ochenta. Especializado en personajes complejos, atormentados y a veces siniestros, destaca su papel de marido celoso y maltratador en el primer largometraje dirigido por Pedro Almodóvar Pepi, Luci, Bom y otras chicas del montón (1980).
Durante ese tiempo continuó su carrera como actor en teatro y televisión: Silencio, estrenamos (1974), El pícaro (1974), Suspiros de España (1974), Niebla (1976), Platos rotos (1985) o Delirios de Amor (1989).
Como autor literario escribió las novelas Las pistolas (JC, 1981; Hiperión, 1983) y Merienda de blancos (Hiperión, 1983) y la obra de teatro Del marqués al Ministro, sin pasar por el registro. Adicionalmente dirigirió dos largometrajes: El placer de matar (1988), adaptación de su novela Las pistolas que obtuvo premio a mejor ópera prima en la IV Semana del Cine Español de Murcia, y Chatarra (1991) protagonizado por Carmen Maura y Mario Gas y que fue seleccionado a concurso en el Festival de Venecia.

"Si alguien me solucionara el problema económico, me dedicaría en realidad a lo que más me importa en esta vida: contar historias"
Félix Rotaeta (Diario ABC, 1994) 

Se encontraba rodando en Tudela Atolladero —un western futurista de Óscar Aibar, y con Pere Ponce e Iggy Pop entre los protagonistas— cuando empezó a encontrarse mal. Falleció el 23 de noviembre de 1994 en el Hospital Clínico de Barcelona a causa de un choque séptico que le produjo finalmente la muerte a los 52 años de edad. Días después se le tributó un homenaje en la sala El Sol con la presencia de artistas como Gabino Diego, Nuria Espert, Fernando Colomo, Pere Ponce, Juan Carlos Eguillor, Pedro Olea, Santiago Ramos, Joaquín Hinojosa, Mónica López o Javier Gurruchaga.

## Filmografía (selección)
- Yo creo que... (1975).
- Los placeres ocultos (1976).
- Cuando los maridos se iban a la guerra (1976).
- Pomporrutas imperiales (1976).
- La petición (1976).
- Tigres de papel (1977).
- ¿Qué hace una chica como tú en un sitio como éste? (1978).
- La escopeta nacional (1978).
- De fresa, limón y menta (1978).
- El crimen de Cuenca (1979, no estrenada hasta 1981).
- Pepi, Luci, Bom y otras chicas del montón (1980).
- Gary Cooper, que estás en los cielos (1980).
- Crónica de un instante (1981).
- Kargus (1981).
- Corre, gitano (1982).
- La conquista de Albania (1984).
- Akelarre (1984).
- Tiempo de silencio (1986).
- Calé (1987).
- El placer de matar (1988). Director.
- Soldadito español (1988).
- Boom boom (1990).
- Chatarra (1991). Director.
- Justino, un asesino de la tercera edad (1994).
- Atolladero (1995).